# Eliza Thompson

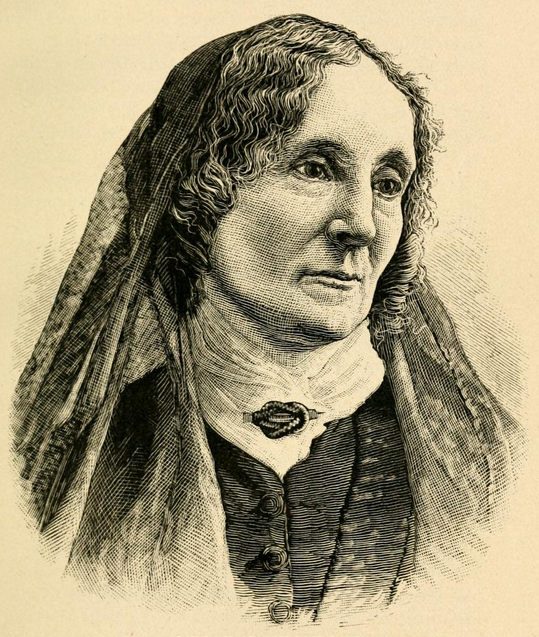
Eliza Thompson (um 1888)

Eliza Jane Trimble Thompson (* 24. August 1816 in Hillsboro, Ohio; † 3. November 1905 ebenda) war eine US-amerikanische Aktivistin der Abstinenzbewegung.

## Leben
Eliza Trimble wurde 1816 in Hillsboro, Ohio, als Tochter des Politikers Allen Trimble und dessen Ehefrau Rachel Woodrow geboren. Ihr Vater war 1822 sowie von 1826 bis 1830 Gouverneur von Ohio und daneben unter anderem in der Abstinenzbewegung engagiert. Vor diesem Hintergrund wuchs Thompson in relativ privilegierten Verhältnissen auf und besuchte unter anderem die Schule von Catharine Beecher. 1837 heiratete sie den Anwalt James Henry Thompson und wurde in den folgenden Jahren achtfache Mutter. Als gläubige Methodistin engagierte sie sich neben der Kindererziehung ehrenamtlich auch in der Missionsarbeit. Erst 1873 im Alter von 57 Jahren begann sie, sich aktiv in der Abstinenzbewegung zu engagieren; neben den Aktivitäten ihres Vaters sowie einigen alkoholbedingten Familientragödien war es besonders eine Rede von Diocletian Lewis, die sie zu diesem Engagement inspiriert hatte.
Ende 1873 übernahm Thompson die Leitung der sogenannten Hillsboro Crusade, einer von Abstinenzaktivistinnen angeführten Kampagne gegen Alkoholkonsum in ihrer Heimatstadt Hillsboro. Im Gegensatz zu anderen Gruppen war die Hillsboro Crusade sehr aktivistisch und offensiv; unter anderem hielt man Straßendemonstrationen ab und besetzte Saloons, um dort Gebete gegen Alkoholkonsum abzuhalten. Die Aktivitäten der Gruppen führten dazu, dass zahlreiche Ausschänken unter dem Druck der Abstinenzlerinnen und sinkenden Einnahmen geschlossen werden mussten. Die Hillsboro Crusade wurde bald überregional bekannt und war mit dafür ausschlaggebend, dass sich Ende 1874 auf nationaler Ebene die Woman’s Christian Temperance Union (WCTU) gründete. Wenngleich sie durch ihr Alter gezwungen war, bald Abstand von aktivistischen Kampagnen zu nehmen, unterstützte Thompson die WCTU auf allen Ebenen bis zu ihrem Tod; im Gegenzug war „Mother Thompson“ für viele WCTU-Mitglieder eine verehrtes Vorbild. Thompson starb 1905 im Alter von 89 Jahren in ihrem Heimatort Hillsboro.